# ウェイド・キース
ウェイド・ラトリッジ・キース（Wade Rutledge Keyes, 1821年10月10日 - 1879年3月2日）は、アメリカ合衆国の弁護士。南北戦争期にアメリカ連合国で司法次官補を務め、司法長官代行を2度務めた。

## 生涯
1821年、キースはアラバマ州モーズビルにおいて、ジョージ・キース (George Keyes) とエレン・ラトリッジ (Ellen Rutledge) の息子として誕生した。キースは家庭教師の下で初等教育を受け、ジョージア州のラグランジュ大学、バージニア州のバージニア大学へと進んだ。キースはその後アラバマ州アセンズにおいて裁判官ダニエル・コールマンの下で法律を学んだ。
1840年代に入るとキースはケンタッキー州レキシントンへと移り、メソジストの民主党員として法律の勉強を継続した。1844年、キースはフロリダ州タラハシーに家を建て、1851年までそこで暮らした。その後アラバマ州モンゴメリーへ移り、間もなくアラバマ州でも指折りの優秀な弁護士として評判を確立した。
またキースは法律業務に関する2冊の書籍 An Essay on the Learning of Future Interests in Real Property（1853年）、An Essay on the Learning of Remainders（1854年）を出版した。1853年にはアラバマ州南部地区の衡平裁判所で判事職に選任された。
1858年5月16日、キースはアリス・ウォートン・ホイットフィールド (Alice Wharton Whitfield) と結婚した。キースはその後モンゴメリー法学大学院を設立し、1860年にアラバマ大学法律部として編入された。またキースは南部諸州の連邦離脱を主張し、アメリカ連合国の建国に関与した。
南北戦争が開戦すると、キースは軍での活動を志願した。しかしながらキースはバージニア州リッチモンドでの参謀任務に配属された。1861年4月29日、キースはアメリカ連合国において司法次官補に任ぜられ、南北戦争終戦まで同職を務めた。
キースは1861年9月17日から同年11月21日まで、また1863年10月1日から1月4日まで、司法長官代行を務めた。ジュダ・ベンジャミン司法長官の下では、実質的な司法長官として職務を遂行した。キースは連合国司法省の中心的人物として、詳細な論拠に基づく主張を数多く行った。その発言は後にアメリカ合衆国の裁判事件でも数多く引用されるほどであった。
終戦後、キースはアラバマ州モンゴメリーで弁護士業を再開した。そして1879年、キースはアラバマ州フローレンスにおいて死去した。